# Каліче-Лігуре
Каліче-Лігуре, Каліче-Ліґуре (італ. Calice Ligure, ліг. Carxi Ligure) — муніципалітет в Італії, у регіоні Лігурія, провінція Савона.
Каліче-Лігуре розташоване на відстані близько 430 км на північний захід від Рима, 60 км на південний захід від Генуї, 19 км на південний захід від Савони.
Населення — 1724 особи (2014).

## Демографія
Населення за роками:

Станом на 1 січня 2023 року в муніципалітеті офіційно проживало 48 іноземців з 16 країн, серед них 19 громадян країн Євросоюзу.

## Сусідні муніципалітети
- Борміда
- Фінале-Лігуре
- Малларе
- Орко-Фельїно
- Ріальто
- Тово-Сан-Джакомо